# 5981 Kresilas
5981 Kresilas eller 2140 P-L är en asteroid i huvudbältet som upptäcktes den 24 september 1960 av den nederländsk-amerikanske astronomen Tom Gehrels och det nederländska astronomparet Ingrid van Houten-Groeneveld och Cornelis Johannes van Houten vid Palomarobservatoriet. Den är uppkallad efter den grekiske skulptören Kresilas.
Asteroiden har en diameter på ungefär 9 kilometer.